# Улазорский
Улазорский — посёлок в Череповецком районе Вологодской области.
Входит в состав Воскресенского сельского поселения (с 1 января 2006 года по 8 апреля 2009 года входил в Дмитриевское сельское поселение), с точки зрения административно-территориального деления — в Дмитриевский сельсовет.
Расстояние до районного центра Череповца по автодороге — 87 км, до центра муниципального образования Воскресенского по прямой — 34 км. Ближайшие населённые пункты — Прислон, Козлово, Новишки.
По переписи 2002 года население — 83 человека (41 мужчина, 42 женщины). Преобладающая национальность — русские (98 %).